# 岩崎透
岩崎 透（いわさき とおる 1950年6月30日 - 2023年6月6日）は、日本の実業家。
三菱財閥の創業者一族である岩崎家の一員。三菱商事を経て小岩井農牧取締役、ブラジル東山農場株式会社取締役社長。ブラジル商工会議所専任理事。

## 人物
東京都出身。岩崎英二郎の長男で、岩崎輝弥の孫、岩崎弥之助の曾孫にあたる。また北原白秋は母方の祖父である。
慶應義塾大学経済学部卒業後、三菱商事に入社。丸紅・三菱商事・三井物産・日商岩井が実施した語学研修生として入社後間もなく、ブラジル・サルバドールへ2年間派遣される。ポルトガル語を流暢に話し、読み書きを修得。
1976年に日本に戻り、1982年に伯国三菱商事に勤務。その後岩崎弥太郎家の4代目当主で子供がいない岩崎寛弥と養子縁組を結び寛弥の養嗣子となる。1996年に、東山グループの経営の指揮を執るため、ブラジルに移住。ブラジル日本商工会議所会頭・貞方賢彦の下でブラジル中小企業委員会を発展解消し、業界の垣根を超えた「起業家委員会」が発足するとその委員長となる。以来、ブラジル商工会議所専任理事、カンピーナス日伯文化協会経営審議会評議員等を歴任。
透は岩崎一族内での評価は良かったが、岩崎家が保有する財産などをめぐって養父・寛弥と意見が対立し、寛弥が没する前に養子縁組を解消した。
2023年6月6日、カンピーナスの農場内の自宅の風呂場で亡くなっているところを発見された。72歳没。